# آوده‌خا، ده‌فریسکه مارن
آوده‌خا، ده‌فریسکه مارن (الگو:Lang-fry) روستای کوچکی است در فریسلاند هلند.